# Bill Clements
William Perry "Bill" Clements, Jr., född 17 april 1917 i Dallas, Texas, död 29 maj 2011 i Dallas, Texas, var en amerikansk republikansk politiker och affärsman. Han var Texas guvernör 1979–1983 och 1987–1991, och var den första republikanen som valts till ämbetet (under tiden efter inbördeskriget utsågs två republikaner, i praktiken militärguvernörer av den federala regeringen i Washington).
Clements arbetade som oljeborrare och grundade sedan år 1947 företaget Sedco. Schlumberger köpte Sedco år 1984 och Sedco slogs senare ihop med Transocean.
Clements var USA:s biträdande försvarsminister från 1973–1977, den näst högsta befattningen i USA:s försvarsdepartement. I det jämna guvernörsvalet 1978 vann Clements med 49,96% av rösterna mot 49,24% för demokraten John Hill. Fyra år senare förlorade Clements guvernörsvalet mot utmanaren Mark White. Clements gjorde sedan comeback i guvernörsvalet 1986 som han vann med 52% av rösterna mot 46% för ämbetsinnehavaren White. Clements efterträddes 1991 som guvernör av demokraten Ann Richards.